# CUS Torino Volley 2019-2020 (femminile)
Questa voce raccoglie le informazioni riguardanti il CUS Torino Volley nelle competizioni ufficiali della stagione 2019-2020.

## Organigramma societario
Area direttiva
- Presidente: Riccardo D'Elicio

Area tecnica
- Allenatore: Mauro Chiappafreddo
- Allenatore in seconda: Fulvio Bonessa

## Rosa
| N° | Nome                  | Ruolo | Data di nascita   | Nazionalità sportiva |
| -- | --------------------- | ----- | ----------------- | -------------------- |
| 1  | Roneda Vokshi         | O     | 10 gennaio 1995   | Italia               |
| 4  | Daniela Gobbo         | C     | 3 novembre 1987   | Italia               |
| 5  | Silvia Lotti          | S     | 17 giugno 1992    | Italia               |
| 6  | Nicole Gamba          | L     | 2 giugno 1998     | Italia               |
| 7  | Benedetta Cometti     | C     | 18 agosto 2000    | Italia               |
| 8  | Caterina Fantini      | L     | 6 marzo 2001      | Italia               |
| 9  | Rebecca Rimoldi       | P     | 25 maggio 1998    | Italia               |
| 10 | Francesca Michieletto | S     | 10 settembre 1997 | Italia               |
| 11 | Elena Bisio           | O     | 4 giugno 2000     | Italia               |
| 13 | Noura Mabilo          | C     | 22 agosto 1996    | Italia               |
| 15 | Arianna Severin       | P     | 15 gennaio 2002   | Italia               |
| 18 | Aurora Camperi        | S     | 23 agosto 1997    | Italia               |

## Risultati

### Serie A2

#### Regular season

##### Girone di andata
| 1ª giornata - 6 ottobre 2019 Palazzetto San Luigi, Busto Arsizio | Futura Giovani  | 0 - 3 | CUS Torino          | 21-25, 17-25, 21-25               |
| 2ª giornata - 13 ottobre 2019 PalaRuffini, Torino                | CUS Torino      | 3 - 0 | Due Principati      | 25-16, 25-12, 26-24               |
| 3ª giornata - 20 ottobre 2019 PalaSanbapolis, Trento             | Trentino Rosa   | 3 - 0 | CUS Torino          | 25-21, 25-20, 25-22               |
| 4ª giornata - 27 ottobre 2019 PalaRuffini, Torino                | CUS Torino      | 1 - 3 | Montecchio Maggiore | 23-25, 25-13, 16-25, 17-25        |
| 5ª giornata - 31 ottobre 2019 PalaBellina, Marsala               | Marsala         | 2 - 3 | CUS Torino          | 18-25, 22-25, 25-23, 25-23, 13-15 |
| 6ª giornata - 3 novembre 2019 PalaManera, Mondovì                | Mondovì         | 3 - 1 | CUS Torino          | 25-22, 25-22, 24-26, 25-19        |
| 7ª giornata - 10 novembre 2019 PalaRuffini, Torino               | CUS Torino      | 3 - 0 | Roma Club           | 25-20, 25-19, 25-17               |
| 8ª giornata - 17 novembre 2019 PalaRuffini, Torino               | CUS Torino      | 3 - 1 | Helvia Recina       | 20-25, 25-18, 25-23, 25-23        |
| 9ª giornata - 24 novembre 2019 PalaCosta, Ravenna                | Olimpia Teodora | 3 - 1 | CUS Torino          | 25-23, 16-25, 25-12, 25-20        |

##### Girone di ritorno
| 10ª giornata - 30 novembre 2019 PalaRuffini, Torino                         | CUS Torino          | 0 - 3 | Futura Giovani  | 25-27, 20-25, 22-25              |
| 11ª giornata - 8 dicembre 2019 Palazzetto Sant'Antonio, Pontecagnano Faiano | Due Principati      | 1 - 3 | CUS Torino      | 15-25, 25-20, 23-25, 15-25       |
| 12ª giornata - 14 dicembre 2019 PalaRuffini, Torino                         | CUS Torino          | 0 - 3 | Trentino Rosa   | 18-25, 19-25, 13-25              |
| 13ª giornata - 22 dicembre 2019 PalaCollodi, Montecchio Maggiore            | Montecchio Maggiore | 3 - 0 | CUS Torino      | 25-16, 25-16, 25-18              |
| 14ª giornata - 26 dicembre 2019 PalaRuffini, Torino                         | CUS Torino          | 3 - 0 | Marsala         | 25-13, 25-21, 25-14              |
| 15ª giornata - 18 dicembre 2019 PalaRuffini, Torino                         | CUS Torino          | 3 - 2 | Mondovì         | 19-25, 25-18, 25-18, 19-25, 15-7 |
| 16ª giornata - 5 gennaio 2020 Honey Sport City, Roma                        | Roma Club           | 3 - 1 | CUS Torino      | 25-13, 22-25, 25-18, 25-20       |
| 17ª giornata - 12 gennaio 2020 PalaFontescodella, Macerata                  | Helvia Recina       | 0 - 3 | CUS Torino      | 22-25, 22-25, 23-25              |
| 18ª giornata - 19 gennaio 2020 PalaRuffini, Torino                          | CUS Torino          | 3 - 0 | Olimpia Teodora | 25-23, 25-15, 25-13              |

#### Pool promozione

##### Girone di andata
| 1ª giornata - 9 febbraio 2020 PalaScoppa, Soverato                       | Soverato             | 3 - 2 | CUS Torino | 25-20, 18-25, 23-25, 25-17, 15-13 |
| 2ª giornata - 16 febbraio 2020 Palazzetto dello Sport, Alpignano         | CUS Torino           | 3 - 0 | Hermaea    | 25-22, 25-20, 28-26               |
| 3ª giornata - 23 febbraio 2020 Palazzetto dello sport, S. Giovanni in M. | Adolfo Consolini     | 3 - 1 | CUS Torino | 25-19, 25-22, 17-25, 25-18        |
| 4ª giornata - 18 marzo 2020 PalaRuffini, Torino                          | CUS Torino           | -     | Pinerolo   | annullata                         |
| 5ª giornata - 8 marzo 2020 Palazzetto dello sport, Martignacco           | Libertas Martignacco | -     | CUS Torino | annullata                         |

##### Girone di ritorno
| 6ª giornata - 15 marzo 2020 PalaRuffini, Torino              | CUS Torino | - | Soverato             | annullata |
| 7ª giornata - 22 marzo 2020 Geopalace, Olbia                 | Hermaea    | - | CUS Torino           | annullata |
| 8ª giornata - 29 marzo 2020 PalaRuffini, Torino              | CUS Torino | - | Adolfo Consolini     | annullata |
| 9ª giornata - 5 aprile 2020 Palazzetto dello sport, Pinerolo | Pinerolo   | - | CUS Torino           | annullata |
| 10ª giornata - 11 aprile 2020 PalaRuffini, Torino            | CUS Torino | - | Libertas Martignacco | annullata |

## Statistiche

### Statistiche di squadra
| Competizione | Punti | In casa | In casa | In casa | In trasferta | In trasferta | In trasferta | Totale | Totale | Totale |
| Competizione | Punti | G       | V       | P       | G            | V            | P            | G      | V      | P      |
| ------------ | ----- | ------- | ------- | ------- | ------------ | ------------ | ------------ | ------ | ------ | ------ |
| Serie A2     | 32    | 10      | 7       | 3       | 11           | 4            | 7            | 21     | 11     | 10     |
| Totale       | -     | 10      | 7       | 3       | 11           | 4            | 7            | 21     | 11     | 10     |

G = partite giocate; V = partite vinte; P = partite perse

### Statistiche dei giocatori
| Giocatore      | Serie A2 | Serie A2 | Serie A2 | Serie A2 | Serie A2 | Totale | Totale | Totale | Totale | Totale |
| Giocatore      | P        | PT       | AV       | MV       | BV       | P      | PT     | AV     | MV     | BV     |
| -------------- | -------- | -------- | -------- | -------- | -------- | ------ | ------ | ------ | ------ | ------ |
| E. Bisio       | 19       | 78       | ?        | ?        | ?        | 19     | 78     | ?      | ?      | ?      |
| A. Camperi     | 13       | 15       | ?        | ?        | ?        | 13     | 15     | ?      | ?      | ?      |
| B. Cometti     | 20       | 33       | ?        | ?        | ?        | 20     | 33     | ?      | ?      | ?      |
| C. Fantini     | 9        | 0        | ?        | ?        | ?        | 9      | 0      | ?      | ?      | ?      |
| N. Gamba       | 21       | 0        | ?        | ?        | ?        | 21     | 0      | ?      | ?      | ?      |
| D. Gobbo       | 20       | 108      | ?        | ?        | ?        | 20     | 108    | ?      | ?      | ?      |
| S. Lotti       | 21       | 195      | ?        | ?        | ?        | 21     | 195    | ?      | ?      | ?      |
| N. Mabilo      | 21       | 152      | ?        | ?        | ?        | 21     | 152    | ?      | ?      | ?      |
| F. Michieletto | 21       | 239      | ?        | ?        | ?        | 21     | 239    | ?      | ?      | ?      |
| R. Rimoldi     | 21       | 42       | ?        | ?        | ?        | 21     | 42     | ?      | ?      | ?      |
| A. Severin     | 19       | 0        | ?        | ?        | ?        | 19     | 0      | ?      | ?      | ?      |
| R. Vokshi      | 20       | 261      | ?        | ?        | ?        | 20     | 261    | ?      | ?      | ?      |

P = presenze; PT = punti totali; AV = attacchi vincenti; MV = muri vincenti; BV = battute vincenti